# Anaxandra
|  | «Anaxandra » redirigeix aquí. Vegeu-ne altres significats a «Anaxandra (desambiguació)». |

|  | No s'ha de confondre amb Anaxandre. |

Anaxandra (en grec antic, Ἀναξάνδρα; Sició, fl. 220 aC) va ser una artista i pintora de l'antiga Grècia. Era la filla i estudiant de Nealces, un pintor d'escenes mitològiques i de gènere. Va pintar al voltant de 228 aC.
És esmentada per Climent d'Alexandria, un teòleg cristià del segle ii, en una secció de les seves Stromateis (Miscel·lànies) titulada «Dones, així com homes capaços de perfeccionar». Climent cita una obra perduda de l'erudit hel·lenístic Dídim d'Alexandria el vell (segle i aC) com la seva font.

## Usos moderns
El 1994, la Unió Astronòmica Internacional va ficar el nom d'Anaxandra a un gran cràter de 20 km de diàmetre de Venus per commemorar l'artista.
El nom també va ser utilitzat per l'autora Caroline B. Cooney per al personatge principal de la seva novel·la Goddess of Yesterday, que es desenvolupa durant la Guerra de Troia.
Anaxandra és una de les 1.038 dones referenciades en l'obra d'art contemporani The Dinner Party (1979) de Judy Chicago. El seu nom està associat a Safo de Lesbos.